# Bouets i vaqueta del Raval
Els bouets i la vaqueta són quatre peces del bestiari festiu barceloní que formen part de la comparsa del Raval.
L'origen d'aquestes figures el situem en les referències que en fa Joan Amades al Costumari Català, on diu que a mitjan segle xix s'organitzaven correbous al barri per la festivitat de la Mare de Déu del Carme i hi participaven unes peces de cartró amb banyes, abillades amb unes faldilles vermelles que tapaven el portador.
Durant molts anys no en trobem cap més referència, fins que el 1996 l'associació de veïns i comerciants la Taula del Raval decideix de recuperar-les i d'incorporar-les a la imatgeria festiva del barri.
Els tres bouets i la vaqueta actuals, de cartró pedra, són obra del taller barceloní El Ingenio i es van presentar al barri el 16 de juliol de 1997, dins la festa major. D'aleshores ençà, no han deixat de participar-hi, juntament amb els gegants, gegantons i capgrossos del Raval.